# II World Skate Games
La seconda edizione dei World Skate Games è stata ospitata da Barcellona dal 29 giugno al 14 agosto 2019 con lo scopo di unire atleti di livello internazionale in una competizione che celebra lo sport rotellistico. 

## I Giochi

### Paesi partecipanti
Hanno preso parte 81 paesi:
 Angola
 Benin
 Burkina Faso
 Rep. del Congo
 Costa d'Avorio
 Egitto
 Guinea
 Kenya
 Marocco
 Mozambico
 Namibia
 Nigeria
 Senegal
 Sudafrica
 Sudan
 Argentina
 Brasile
 Canada
 Cile
 Colombia
 Costa Rica
 Cuba
 Rep. Dominicana
 Ecuador
 El Salvador
 Stati Uniti
 Guatemala
 Messico
 Paraguay
 Perù
 Uruguay
 Venezuela
 Bangladesh
 Cina
 Corea del Sud
 Hong Kong
 India
 Indonesia
 Iran
 Israele
 Giappone
 Macao
 Malaysia
 Pakistan
 Thailandia
 Taipei cinese
 Germania
 Andorra
 Austria
 Bielorussia
 Belgio
 Bulgaria
 Croazia
 Rep. Ceca
 Danimarca
 Slovacchia
 Slovenia
 Spagna
 Estonia
 Finlandia
 Francia
 Inghilterra
 Ungheria
 Irlanda
 Italia
 Lettonia
 Lituania
 Norvegia
 Paesi Bassi
 Polonia
 Portogallo
 Romania
 Russia
 San Marino
 Serbia
 Svezia
 Svizzera
 Turchia
 Ucraina
 Australia
 Nuova Zelanda

### Discipline
I II World Skate Games hanno compreso 117 eventi in 11 discipline:
- Hockey su pista (dettagli)
- Hockey in-line (dettagli)
- Pattinaggio di velocità (dettagli)
- Inline alpine slalom (dettagli)
- Pattinaggio artistico a rotelle (dettagli)
- Pattinaggio freestyle (dettagli)
- Roller derby (dettagli)
- Roller freestyle (dettagli)
- Skateboarding (dettagli)
- Scooter (dettagli)
- Downhill (dettagli)

### Calendario
Il calendario è stato ufficialmente diffuso nel 2019:
| OC | Opening ceremony | ● | Event competitions | 1 | Event finals | CC | Closing ceremony |

| Sport/Data                      | Sport/Data                      | Giugno | Giugno | Luglio | Luglio | Luglio | Luglio | Luglio | Luglio | Luglio | Luglio | Luglio | Luglio | Luglio | Luglio | Luglio | Luglio | Sport |
| Sport/Data                      | Sport/Data                      | 29 Sab | 30 Dom | 1 Lun  | 2 Mar  | 3 Mer  | 4 Gio  | 5 Ven  | 6 Sab  | 7 Dom  | 8 Lun  | 9 Mar  | 10 Mer | 11 Gio | 12 Ven | 13 Sab | 14 Dom | Sport |
| ------------------------------- | ------------------------------- | ------ | ------ | ------ | ------ | ------ | ------ | ------ | ------ | ------ | ------ | ------ | ------ | ------ | ------ | ------ | ------ | ----- |
| Cerimonie                       | Cerimonie                       |        |        |        |        |        | OC     |        |        |        |        |        |        |        |        |        | CC     |       |
| Inline alpine slalom            | Inline alpine slalom            |        |        |        |        |        |        |        |        |        |        | 2      | 2      | 4      | 1      |        |        | 9     |
| Pattinaggio artistico a rotelle | Pattinaggio artistico a rotelle |        |        |        | 2      | 4      | 2      | ●      | 1      | 3      | ●      | 4      |        | 1      | ●      | 4      | 3      | 24    |
| Downhill                        | Downhill                        |        |        |        |        |        |        | 2      | 2      |        |        |        |        |        |        |        |        | 4     |
| Pattinaggio freestyle           | Pattinaggio freestyle           |        |        |        |        |        |        |        |        |        |        |        |        | 4      | 5      | 4      | 4      | 15    |
| Hockey in-line                  | Hockey in-line                  | ●      | ●      | ●      | ●      | ●      | 2      |        | ●      | ●      | ●      | ●      | ●      | ●      | ●      | 2      |        | 4     |
| Roller derby                    | Roller derby                    |        |        |        |        |        |        |        |        |        |        | ●      | ●      | ●      | 2      | 2      |        | 4     |
| Roller freestyle                | Roller freestyle                |        |        |        |        |        |        | ●      | ●      | 2      |        |        |        |        |        |        |        | 2     |
| Scooter                         | Scooter                         |        |        |        |        |        |        | ●      | ●      | 2      |        |        |        |        |        |        |        | 2     |
| Skateboarding                   | Skateboarding                   |        |        |        |        |        |        | 1      | 2      | 2      |        |        |        |        |        |        |        | 5     |
| Pattinaggio di velocità         | Pattinaggio di velocità         |        |        |        |        |        |        |        |        | 8      | 8      | 8      |        | 6      | 6      | 4      | 2      | 42    |
| Hockey su pista                 | Hockey su pista                 | ●      | ●      | ●      | ●      | ●      | ●      | 1      | ●      | ●      | ●      | ●      | ●      | ●      | ●      | ●      | 2      | 3     |
| Medaglie                        | Medaglie                        | 0      | 0      | 0      | 2      | 4      | 4      | 4      | 5      | 17     | 8      | 14     | 2      | 15     | 14     | 16     | 10     | 117   |
| Totale cumulativo               | Totale cumulativo               | 0      | 0      | 0      | 2      | 6      | 10     | 14     | 18     | 23     | 40     | 48     | 62     | 64     | 79     | 93     | 117    | 117   |
| Sport/Data                      | Sport/Data                      | Giugno | Giugno | Luglio | Luglio | Luglio | Luglio | Luglio | Luglio | Luglio | Luglio | Luglio | Luglio | Luglio | Luglio | Luglio | Luglio | Sport |
| Sport/Data                      | Sport/Data                      | 29 Sab | 30 Dom | 1 Lun  | 2 Mar  | 3 Mer  | 4 Gio  | 5 Ven  | 6 Sab  | 7 Dom  | 8 Lun  | 9 Mar  | 10 Mer | 11 Gio | 12 Ven | 13 Sab | 14 Dom | Sport |

## Medagliere
| Posiz. | Nazione             | Oro | Argento | Bronzo | Totale |
| ------ | ------------------- | --- | ------- | ------ | ------ |
| 1      | Italia              | 21  | 18      | 24     | 63     |
| 2      | Colombia            | 21  | 16      | 6      | 43     |
| 3      | Germania            | 11  | 9       | 17     | 37     |
| 4      | Stati Uniti         | 11  | 5       | 0      | 16     |
| 5      | Spagna              | 10  | 12      | 11     | 33     |
| 6      | Cina                | 7   | 4       | 2      | 13     |
| 7      | Belgio              | 6   | 2       | 4      | 12     |
| 8      | Taipei cinese       | 5   | 8       | 9      | 22     |
| 9      | Russia              | 5   | 4       | 4      | 13     |
| 10     | Francia             | 4   | 8       | 8      | 20     |
| 11     | Brasile             | 3   | 3       | 3      | 9      |
| 12     | Portogallo          | 2   | 3       | 5      | 10     |
| —      | Atleti Indipendenti | 2   | 3       | 1      | 6      |
| 13     | Australia           | 1   | 3       | 2      | 6      |
| 14     | Corea del Sud       | 1   | 2       | 3      | 6      |
| 15     | Giappone            | 1   | 2       | 2      | 5      |
| 16     | Rep. Ceca           | 1   | 2       | 0      | 3      |
| 17     | Lettonia            | 1   | 2       | 0      | 3      |
| 18     | Senegal             | 1   | 1       | 1      | 3      |
| 19     | Canada              | 1   | 0       | 2      | 3      |
| 20     | India               | 1   | 0       | 0      | 1      |
| 20     | Thailandia          | 1   | 0       | 0      | 1      |
| 22     | Argentina           | 0   | 5       | 1      | 6      |
| 23     | Iran                | 0   | 1       | 2      | 3      |
| 24     | Messico             | 0   | 1       | 1      | 2      |
| 25     | Paraguay            | 0   | 1       | 0      | 1      |
| 25     | Paesi Bassi         | 0   | 1       | 0      | 1      |
| 25     | Ucraina             | 0   | 1       | 0      | 1      |
| 28     | Cile                | 0   | 0       | 2      | 2      |
| 28     | Ecuador             | 0   | 0       | 2      | 2      |
| 30     | Guatemala           | 0   | 0       | 1      | 1      |
| 30     | Polonia             | 0   | 0       | 1      | 1      |
| 30     | Romania             | 0   | 0       | 1      | 1      |
| 30     | Slovacchia          | 0   | 0       | 1      | 1      |
| Totale | Totale              | 117 | 117     | 116    | 350    |